# Nachal Choled
Nachal Choled (hebrejsky: נחל חולד) je vádí na Západním břehu Jordánu a v Izraeli.
Začíná na svazích hory Har Choled, která leží v Judské poušti na pomezí Západního břehu Jordánu a Izraele. Pak vádí směřuje k východu mírně zvlněnou pouštní krajinou, pozvolna klesající směrem k příkopové propadlině Mrtvého moře. Na okraji horského stupně nad Mrtvým mořem se tok prudce zařezává do okolního terénu. V úzkém kaňonu pak ústí zprava do vádí Nachal Chever, které jeho vody odvádí do Mrtvého moře cca 5 kilometrů jižně od obce Ejn Gedi. Kaňon je turisticky využíván.